# Angelo Orlando
Angelo Orlando est un acteur italien né le 6 décembre 1962 à Salerne.

## Filmographie partielle
- 1991 : Les Secrets professionnels du Dr Apfelglück d'Alessandro Capone, Stéphane Clavier, Mathias Ledoux, Thierry Lhermitte et Hervé Palud
- 1991 : Je croyais que c'était de l'amour (Pensavo fosse amore invece era un calesse) de Massimo Troisi
- 1991 : Ladri di futuro d'Enzo De Caro
- 1995 : Soldato ignoto de Marcello Aliprandi
- 2012 : 100 metri dal paradiso de Raffaele Verzillo

## Distinctions
- 1992 : David di Donatello du meilleur acteur dans un second rôle